# Rue de la Manutention
La rue de la Manutention est une voie du quartier de Chaillot du 16e arrondissement de Paris, en France.

## Situation et accès
La passerelle Debilly qui traverse la Seine est située à peu près dans l’axe de la rue de la Manutention.

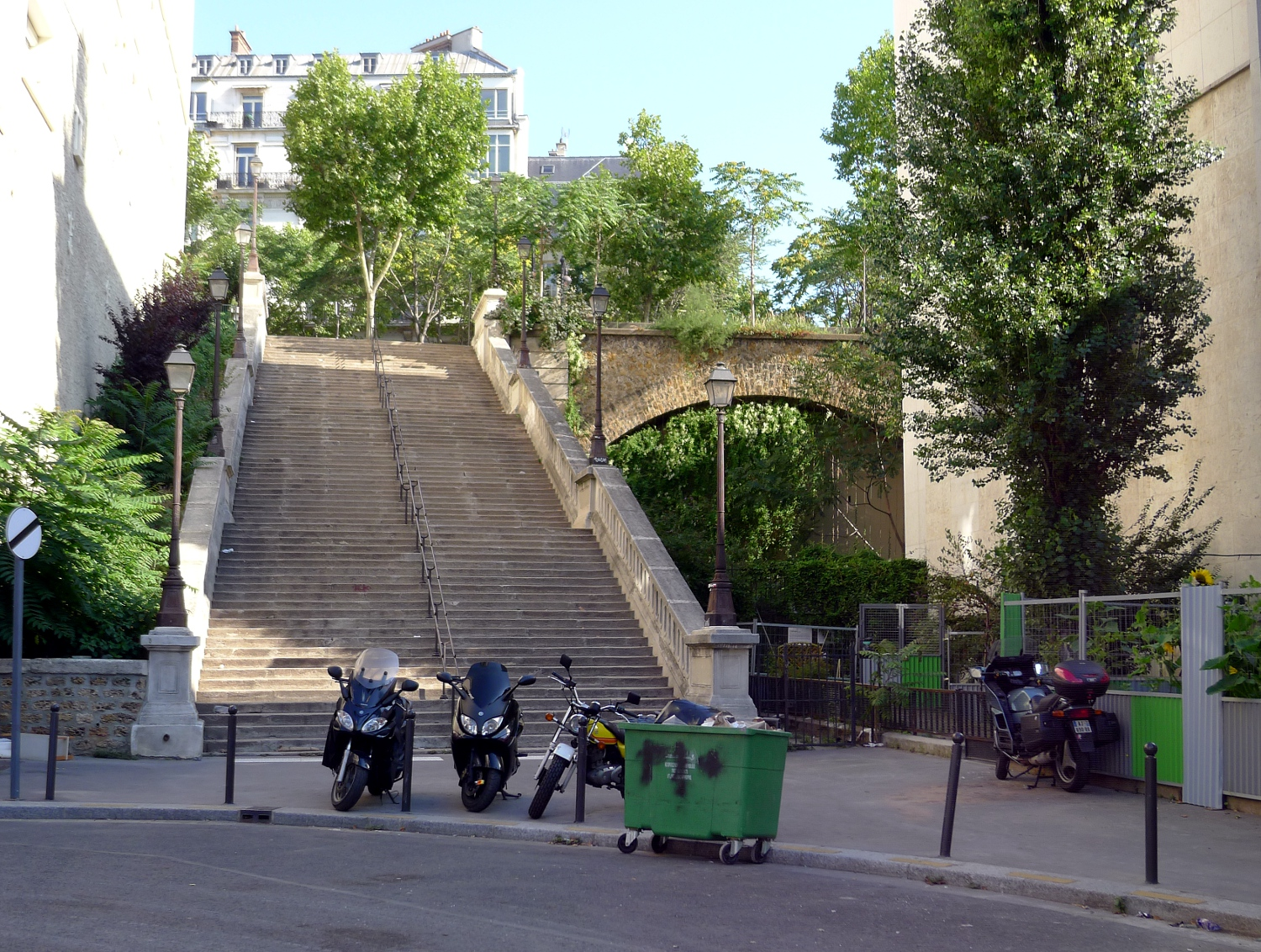
Extrémité nord de la rue de la Manutention ; escalier permettant de gagner l'avenue du Président-Wilson (août 2011).

La rue de la Manutention est une voie publique située dans le quartier de Chaillot du 16e arrondissement de Paris. Elle débute au 24, avenue de New-York et se termine au 15, avenue du Président-Wilson. Elle présente la particularité de se terminer, à partir de la rue Fresnel, par un escalier montant vers l’avenue du Président-Wilson.

## Origine du nom
Elle porte ce nom parce qu’elle longeait les bâtiments de la Manutention militaire. La Manutention militaire disparut lors de la construction du palais de Tokyo.

## Historique
La rue est en bordure du site de l'ancienne manufacture de tapis de la Savonnerie ainsi nommée parce qu'elle s'était installée en 1627 dans un orphelinat dont les pensionnaires fabriquaient du savon. La manufacture fut transférée en 1826 dans l'enceinte de la manufacture des Gobelins et le site fut utilisé par la Manutention militaire ou dépôt des vivres militaires dans des bâtiments reconstruits en 1836. Ces bâtiments incendiés en 1855 et pendant la Grande guerre furent reconstruits à deux reprises.
La manutention fut remplacée en 1936 par le Palais de Tokyo.
Cette voie a été ouverte sous le nom de « rue Basse-Saint-Pierre » à la suite d’une convention en date du 2 octobre 1866 intervenue entre l’État et la Ville de Paris pour former les abords de la Manutention. Cette création a supprimé l'ancienne rue Basse-Saint-Pierre ou rue Basse-de-Chaillot qui avait porté le nom de rue Saint-Pierre.
Cette régularisation d'une rue sinueuse s'inscrit dans le cadre des travaux haussmanniens des années 1860 d'ouverture de larges voies à proximité, avenue d'Iéna et avenue du Trocadéro actuelle avenue du Président-Wilson.
Elle prend sa dénomination actuelle par arrêté du 26 février 1867.
Du côté opposé à la Manutention, la rue était située le long de  l'usine de la Société Ch.Derosne et Cail  ensuite société Cail  qui s'étendait jusqu'au quai Debilly. Cette usine qui construisait du matériel pour les sucreries, des machines-outils puis, à partir de 1844, des locomotives, dont les célèbres Crampton, était la plus importante entreprise industrielle de Paris, employant 1500 ouvriers dans les années 1850.
L'usine fut détruite par un incendie en 1865 et les ateliers transférés à l'usine de Grenelle. L'usine de Chaillot ne fut pas reconstruite  et les rues Fresnel et Foucault furent tracées en 1877 sur le lotissement du terrain des installations abandonnées,.
Un arrêté du 17 août 1938 a attribué le nom de « rue Gabriel-d’Annunzio » à la rue de la Manutention en l’honneur de Gabriele D’Annunzio, écrivain italien et héros de la Première Guerre mondiale, né en 1863 et mort le 1er mars 1938. Une note du préfet de la Seine en date du 29 mars 1949 a décidé de ne pas en poursuivre l'exécution.

Le site de la rue de la Manutention de 1830 à 1878
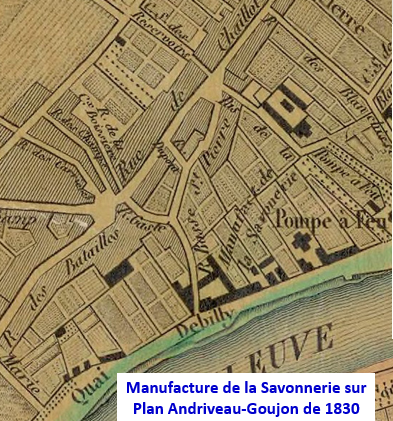
Manufacture de la Savonnerie de Chaillot sur plan de 1830.
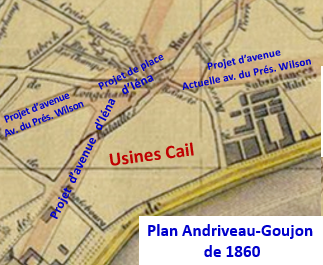
Subsistances militaires sur plan de 1860.
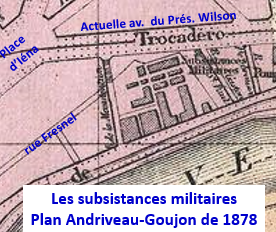
Subsistances militaires sur plan de 1878.
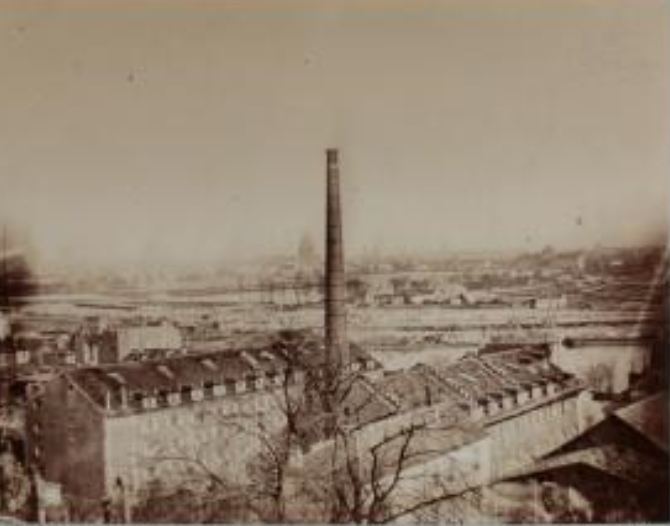
La manutention au milieu du XIXe siècle.

## Bâtiments remarquables et lieux de mémoire

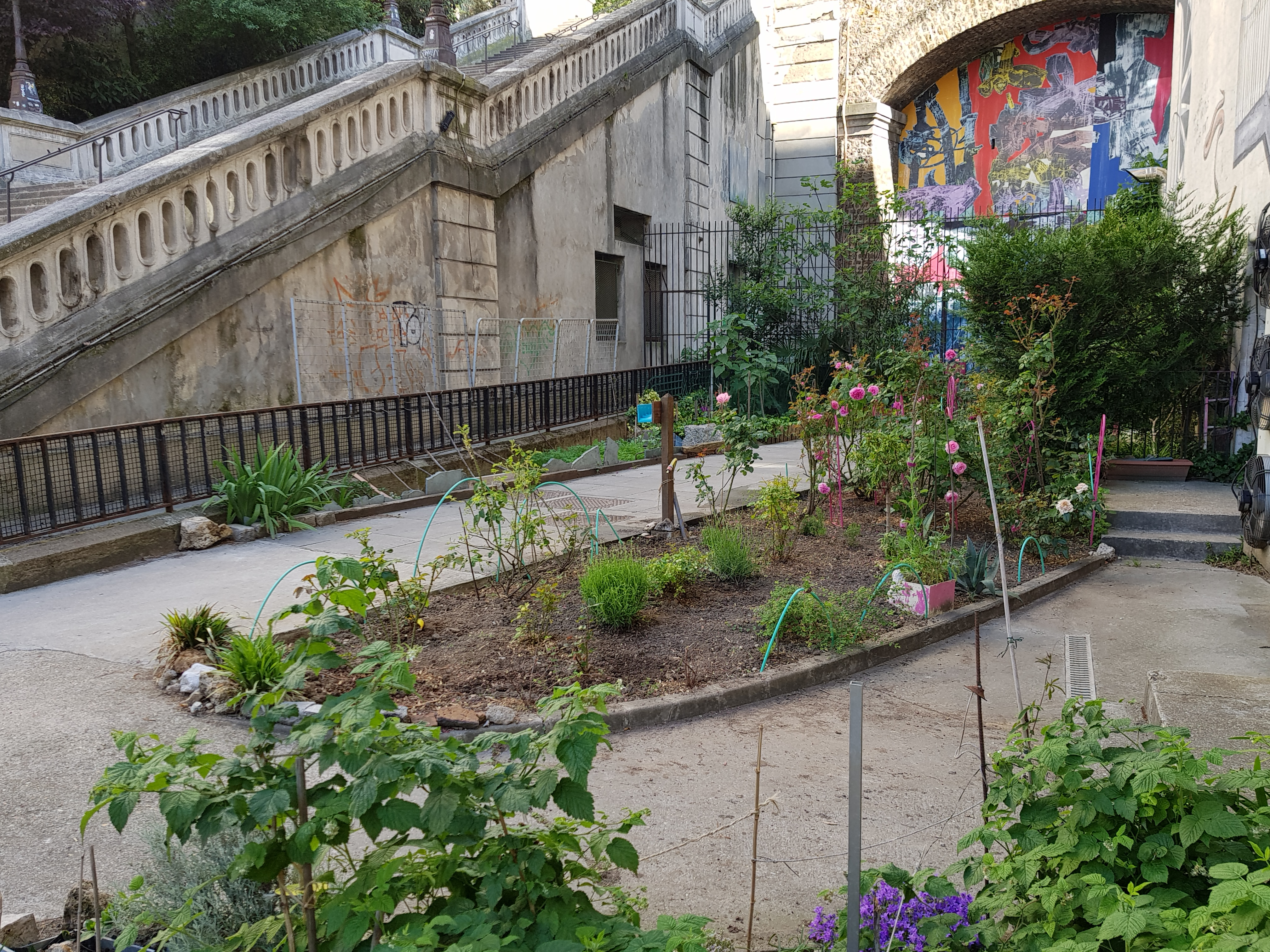
Jardin des habitants, créé en 2002.

- En 2002, le palais de Tokyo propose à l’artiste Robert Milin d’aménager un espace abandonné le long du musée. Un Jardin des habitants voit alors le jour.